# Chiesa di San Giorgio Martire (Chioggia)
La chiesa di San Giorgio Martire è la parrocchiale di Cavanella d'Adige, frazione di Chioggia, nella città metropolitana di Venezia e diocesi di Chioggia; fa parte del vicariato di Sottomarina.

## Storia
Si sa che intorno all'Anno Mille in località San Giorgio di Fosson (l'odierna Cavanella) sorgeva un monastero benedettino. Detto complesso venne travolto dalla Guerra di Chioggia e successivamente nel 1429 fu soppresso, trasferendo nel monastero di San Giorgio Maggiore a Venezia molte sue testimonianze; il compito di officiare messa in questa località venne affidato a un canonico della Cattedrale clodiense.
Per volontà della nobildonna Laura Quirini, proprietaria di questo territorio, venne eretta nel 1690 una chiesetta, che fu elevata a rango di parrocchia il 20 ottobre dello stesso anno.
Questo tempio fu distrutto durante i bombardamenti Alleati nel 1945 che avevano l'obiettivo di abbattere i vicini ponti che attraversavano il fiume Adige.
Il 21 luglio 1949 venne posta la prima pietra dell'attuale chiesa - progetta dall'architetto Giuseppe Tombola - che venne terminata e consacrata nel 1950..

## Descrizione

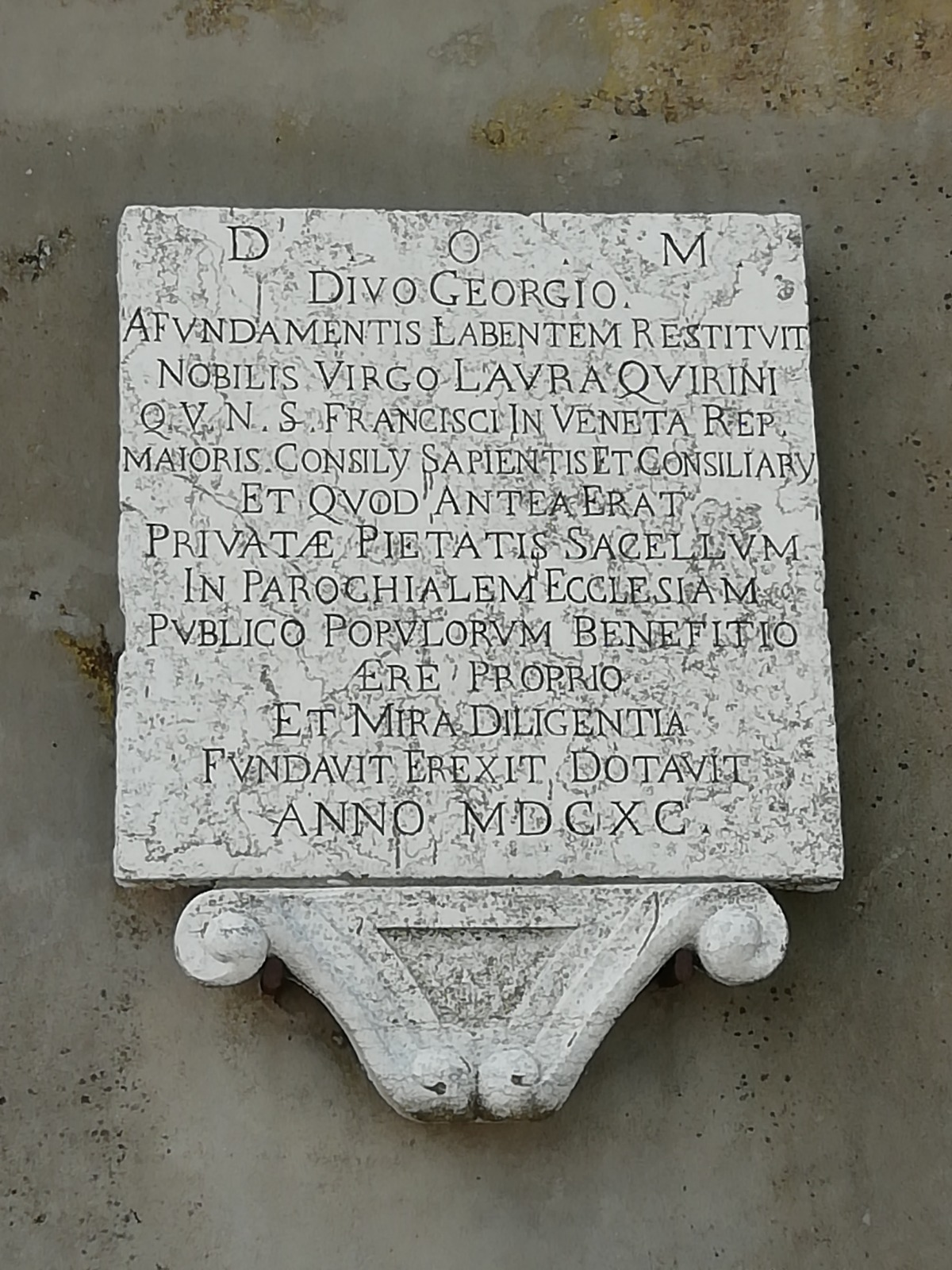
Lapide dedicata a Laura Querini sul campanile (1690)

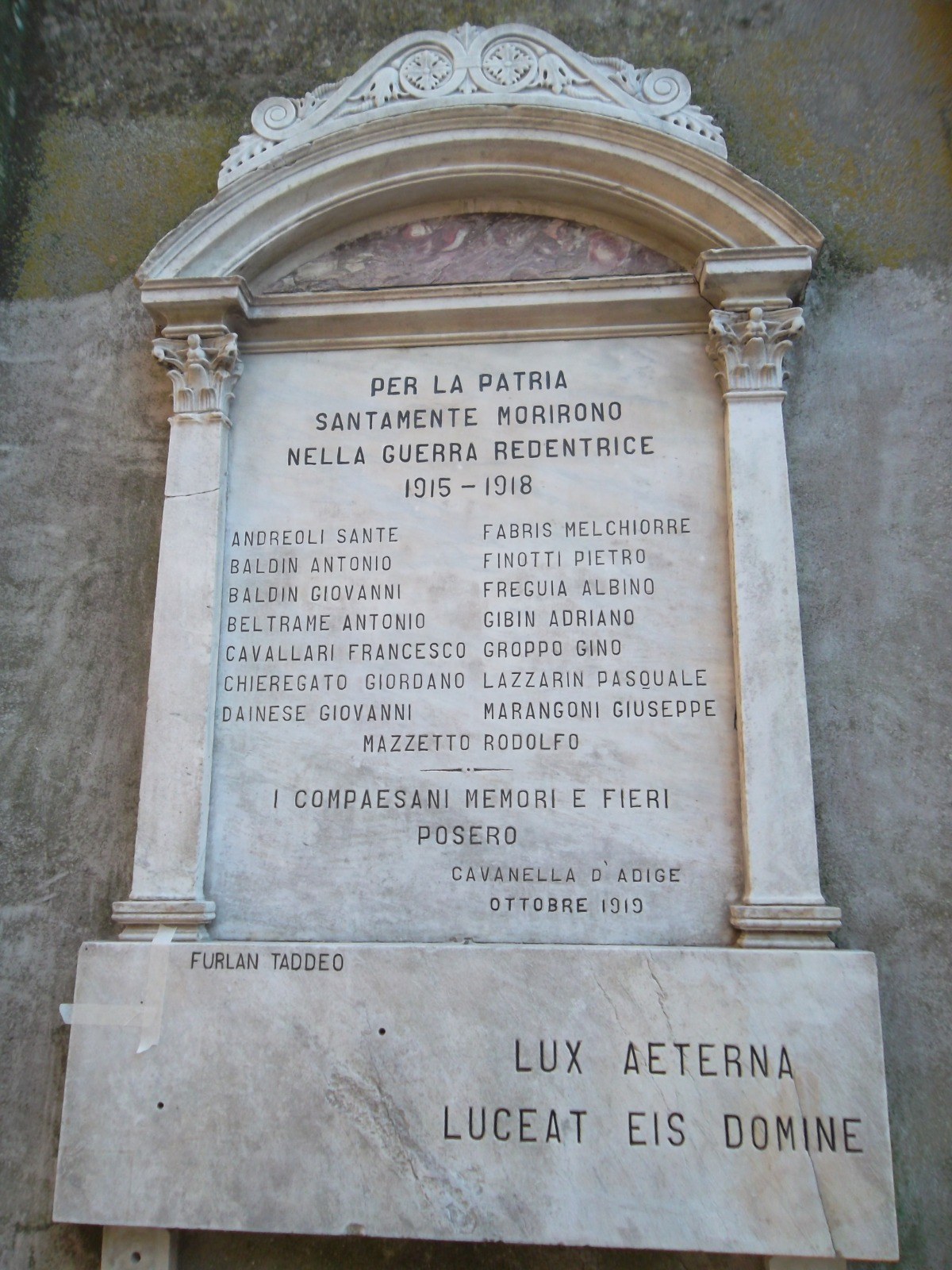
Lapide caduti prima guerra mondiale (1919)

### Esterno
L'ingresso, rivolto ad est, è sormontato da un rosone circolare, coronato da un arco; il resto della facciata è in mattoni a faccia vista, dalla quale emergono quattro lesene rivestite in pietra. 

### Campanile
Eretto nel 1935, grazie ad una raccolta fondi organizzata da un comitato cittadino, con l'obiettivo di rendere onore ai caduti locali della prima guerra mondiale. Per questo nella facciata è montata una lapide dove sono incisi i loro nomi.
É cimato da una corona cuspidata e conserva nella cella campanaria tre bronzi, di cui il più antico è del 1862.

Sul lato verso la strada sono montate due lapidi, quella più in alto, come detto, è dedicata ai caduti del primo conflitto mondale, l'altra, sottostante, risale al 1690 e ricorda Laura Quirini, la nobile che aveva fatto erigere la precedente chiesa.

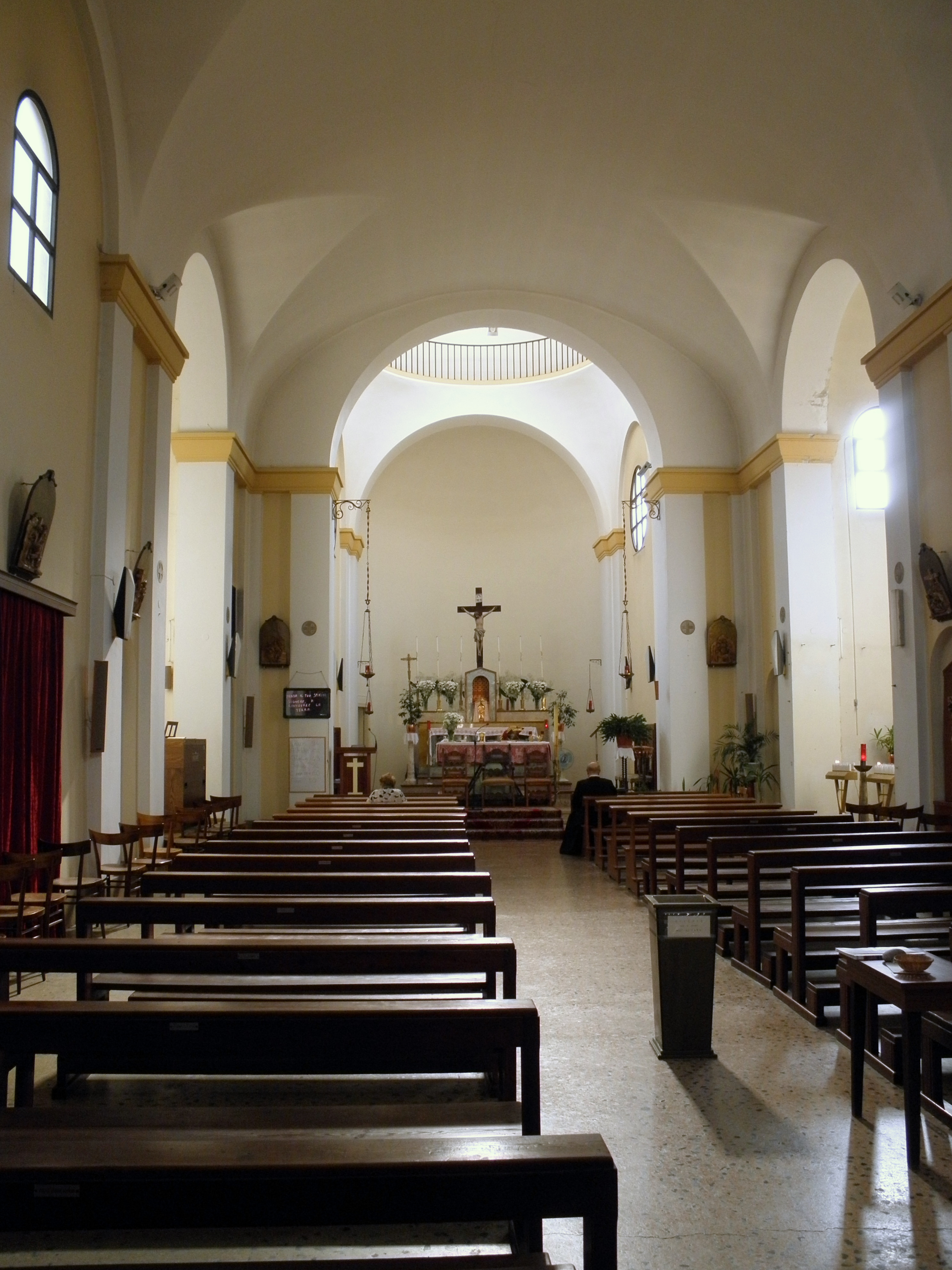
L'interno

### Interno
L'interno della chiesa è a pianta a croce latina, con la navata centrale che si conclude con l'abside semicircolare e il transetto composto da due cappelle. Sopra il presbiterio si eleva una cupola poggiante su un tamburo ottagonale adornata da un piccolo dipinto tondo con le iniziali di 'IHS'.
La Statua settecentesca  di San Giorgio a cavallo, presente nel retrocoro, è composta da vari materiali  tra cui legno e cuoio.
All'interno della cappella di sinistra è montata una pala, realizzata a metà del secolo scorso, raffigurante San Giorgio accompagnato dai simboli degli evangelisti e da angeli musicanti .